# 나카 (경순양함)

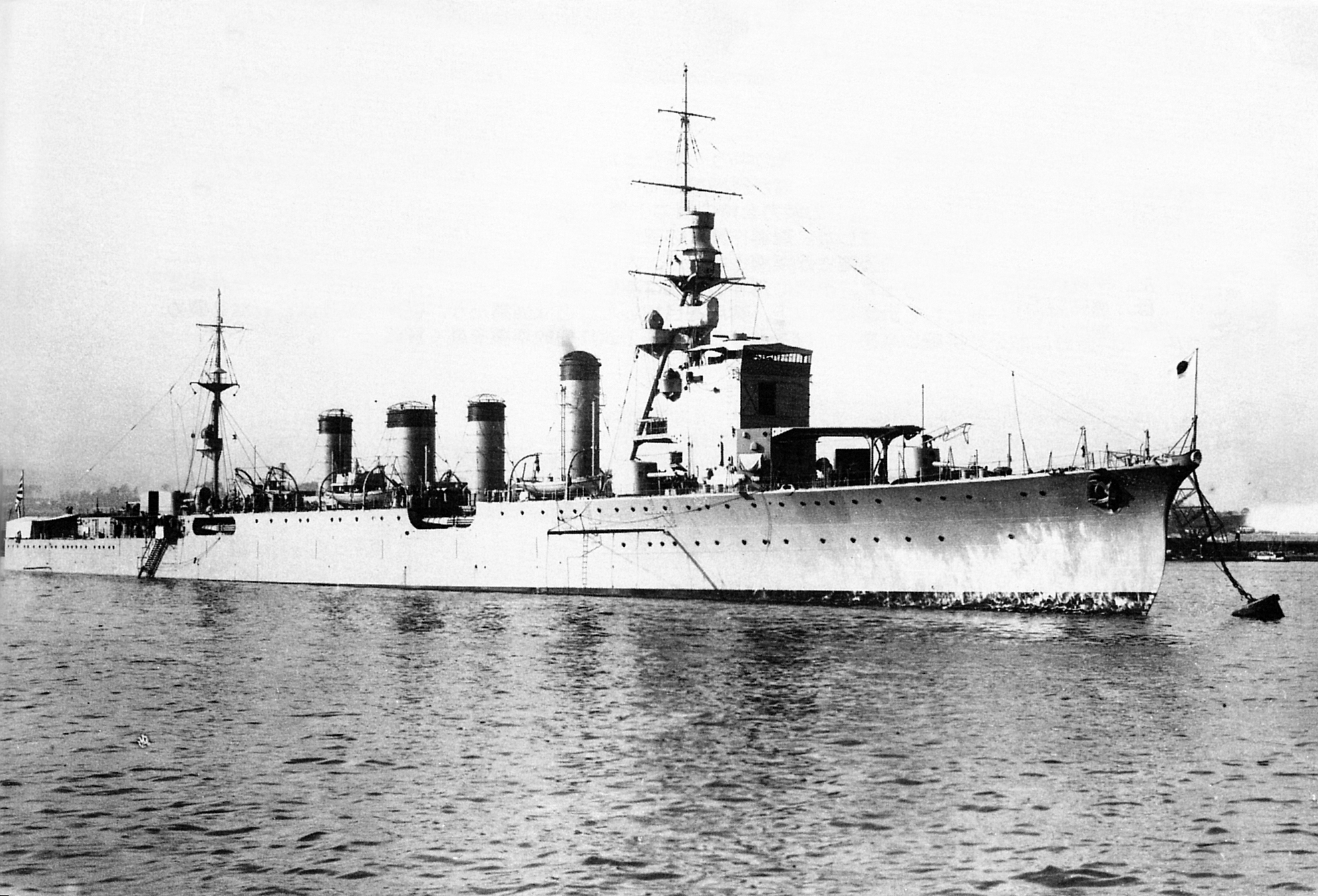

나카(那珂)는 일본의 경순양함이다.

## 개요
센다이 형(川內型)의 3번째 함으로 요코하마 선창에서 만들어졌으나 전함으로 건설도중 1923년 발생한 관동대지진으로 선체가 크게 파손되어버려 해체 후 경순양함으로 기공, 1925년 11월 30일에 취역했다. 1927년 8월 24일, 시마네 현 미호노세키 해협에서 일어난 야간등화관제 연습도중 경순양함 진쯔(神通))와 구축함 와라비(蕨)와 충돌, 또 이를 피하려다 다른 순양함의 좌현 후방을 들이받아 양 선박 모두 대파되었다.
나가는 순탄치 않은 함선으로 소문났지만 1937년 만주사변 시 제2함대 소속으로 작전에 투입되었다. 1941년 자매함 진쯔(神通)와 같이 어뢰 장착을 강화하고 태평양전쟁이 개시되자 니시무라 쇼지(西村祥治) 소장이 이끄는 제4수뢰전대의 기함으로서 필리핀 상륙작전을 지원했다. 그 후 남방작전에 투입되어 동인도제도 공략작전에 참가, 수라바야 해전에서 네덜란드의 경순양함 <자바>, <데 로이텔>을 침몰시켰다. 1942년 4월 1일, 크리스마스 섬 해협에서 미군 잠수함 <씨울프>의 어뢰 공격을 받고 항해 불능이 되어, 경순양함 나토리(名取)에 의해 싱가포르로 끌려 돌아왔다.
그 후 마이즈루 공창에서 수리, 근대화 개장 후 1943년 다시 전선에 투입되었다. 1944년 2월 17일, 트랙 섬 서쪽방면에서 연합군 항공모함 <벙커힐> 및 <카우펜스>의 함재기 부대에 의한 공격을 받고 침몰했다.

## 성능 제원
- 기본배수량: 5,195 t
- 전장: 162.2m
- 최대 폭: 15.2m
- 출력: 97,072hp
- 속력: 36.2kt
- 항속력: 14kt 로 5,000해리
- 무장: 14cm포 7기, 7.6cm고각포 2기, 61cm연장어뢰발사관 4기
- 탑재기: 수상정찰기 1대
- 승원: 452명
- 동형함: 센다이(川內), 진쯔(神通)